# Hister planepunctatus
Hister planepunctatus är en skalbaggsart som beskrevs av Desbordes 1914. Hister planepunctatus ingår i släktet Hister och familjen stumpbaggar. Inga underarter finns listade i Catalogue of Life.